# Primo Nebiolo
Primo Nebiolo (Turín, 14 de julio de 1923 - Roma, 7 de noviembre de 1999) fue un dirigente deportivo italiano.
Como deportista activo en su juventud, Nebiolo era un saltador de longitud. Más tarde estudió derecho y ciencias políticas y se convirtió en un empresario de la construcción. Nebiolo fue elegido presidente de la Federación Internacional de Deportes Universitarios, que entre otras cosas, organiza las Universiadas, en 1961. nota: la primera Universiada fue en 1959, Turín (Italia).
De 1969 a 1989 fue el presidente de la Federación Italiana de Atletismo. Se convirtió en miembro del Consejo de la IAAF en 1972, presidente de la Asociación de Federaciones Olímpicos de Verano en 1983 y miembro del Comité Olímpico Internacional en 1992. Jugó un papel en ganar la candidatura olímpica de invierno de 2006 para su ciudad natal, Turín.
Nebiolo en 1981 fue elegido presidente de la Asociación Internacional de Federaciones de Atletismo. Él supervisó la reestructuración de la Federación, así como la introducción de los eventos regulares tales como el Campeonato Mundial. Su mandato como presidente terminó cuando él murió de un ataque al corazón en 1999. El presidente del COI Juan Antonio Samaranch describió a Nebiolo como "uno de los deportistas más importantes de este siglo".
Pietro Mennea, el italiano cuyo récord mundial de 200 metros fue batido por Michael Johnson en 1996, pronunció la homilía durante una misa funeral celebrada más tarde el martes en la iglesia Sacro Cuore Immacolato di Maria de Roma.
El ex primer ministro Giuliano Andreotti y el alcalde Francesco Rutelli asistieron a la misa. Rutelli dijo que el Maratón del Milenio de la IAAF del 1 de enero en Roma se correrá en memoria de Nebiolo.
Howard Fendrich (AFP) Fue enterrado en la localidad de Scurzolengo, cercana a Turín.

## Cita
- Goldstein, Richard (8 de noviembre de 1999). «Primo Nebiolo Is Dead at 76; Led World Track Federation». New York Times. Consultado el 19 de abril de 2008.